# 별꽃
별꽃(학명: Stellaria media)은 석죽과 별꽃속의 두해살이풀이다. 전 세계에 두루 분포하며, 마을 부근이나 길가의 축축한 곳에서 흔히 볼 수 있다.

## 특징
줄기는 높이 50 센티미터 정도이고 뭉쳐 나며, 땅 위에 덩굴 모양으로 뻗는다. 잎은 달걀 모양이며 마주나는데, 아랫부분의 잎에는 긴 잎자루가 있는 데 비해, 윗부분의 잎에는 잎자루가 없다. 5~6월경이 되면 흰꽃이 취산꽃차례를 이루면서 가지 끝에 달린다. 서로 떨어진 5개의 꽃받침과 5개의 꽃잎이 있다. 각 조각은 밑부분 가까이까지 2갈래로 깊이 갈라져 있다. 10개의 수술이 있고, 3개의 암술대가 있다. 열매는 삭과이며 5~6월에 개화하며 8~9월에 결실한다. 주로 산이나 길가에서 자라며, 한반도 전 지역에 분포하고 있다.

## 이용
옛날에는 풀 전체를 소금과 함께 볶아서 치약 대용으로도 써 왔다.

## 사진

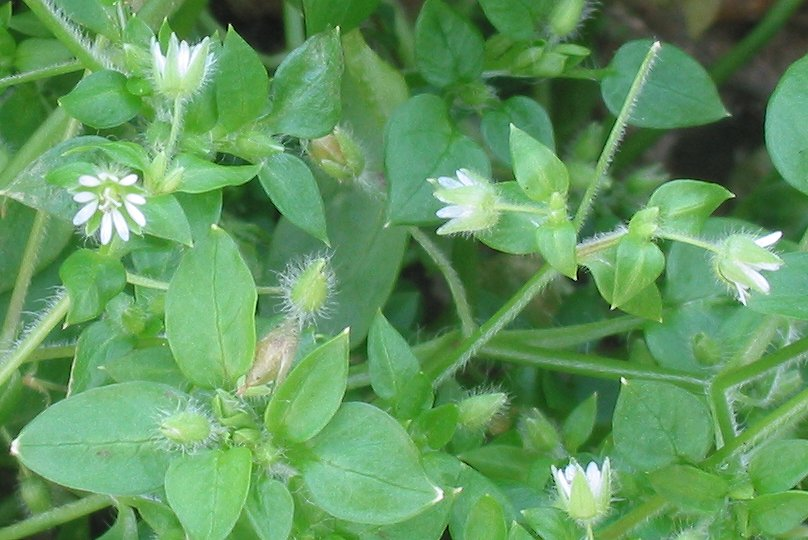
꽃. 암술대가 3개이다.
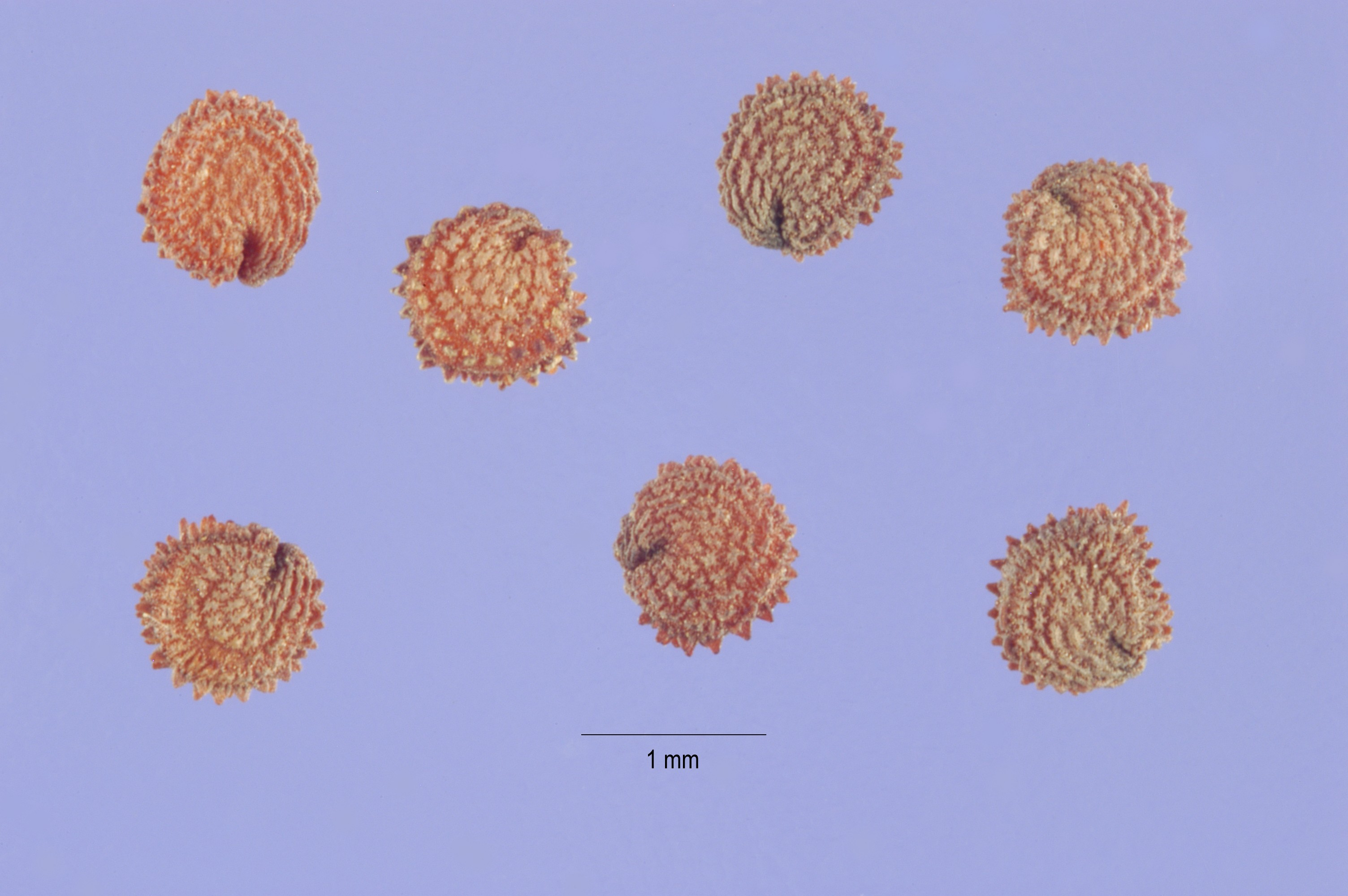
씨
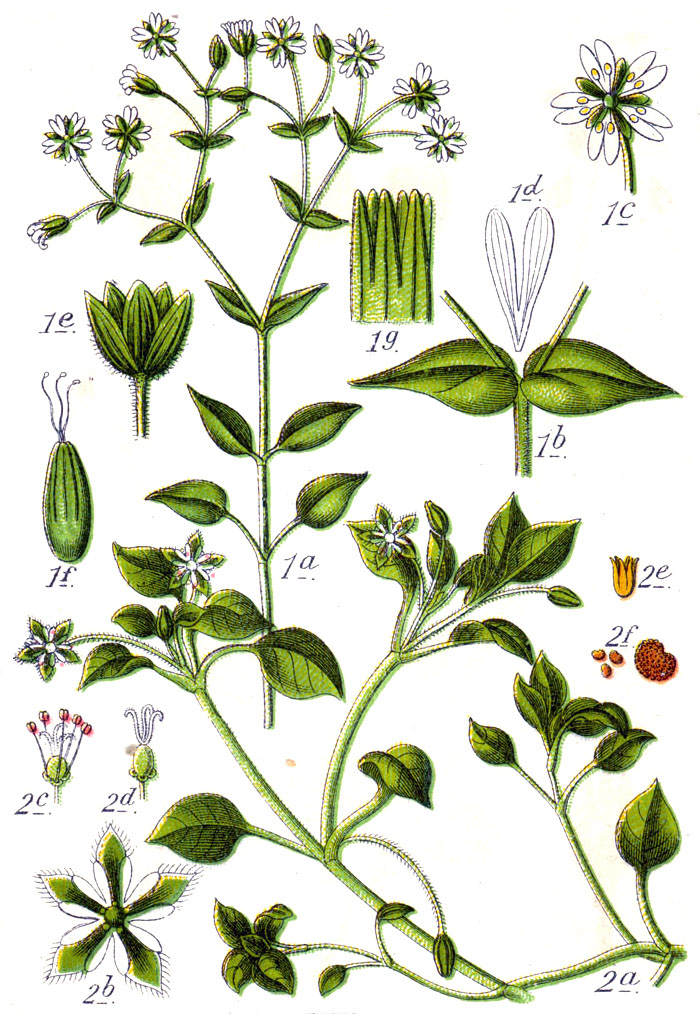
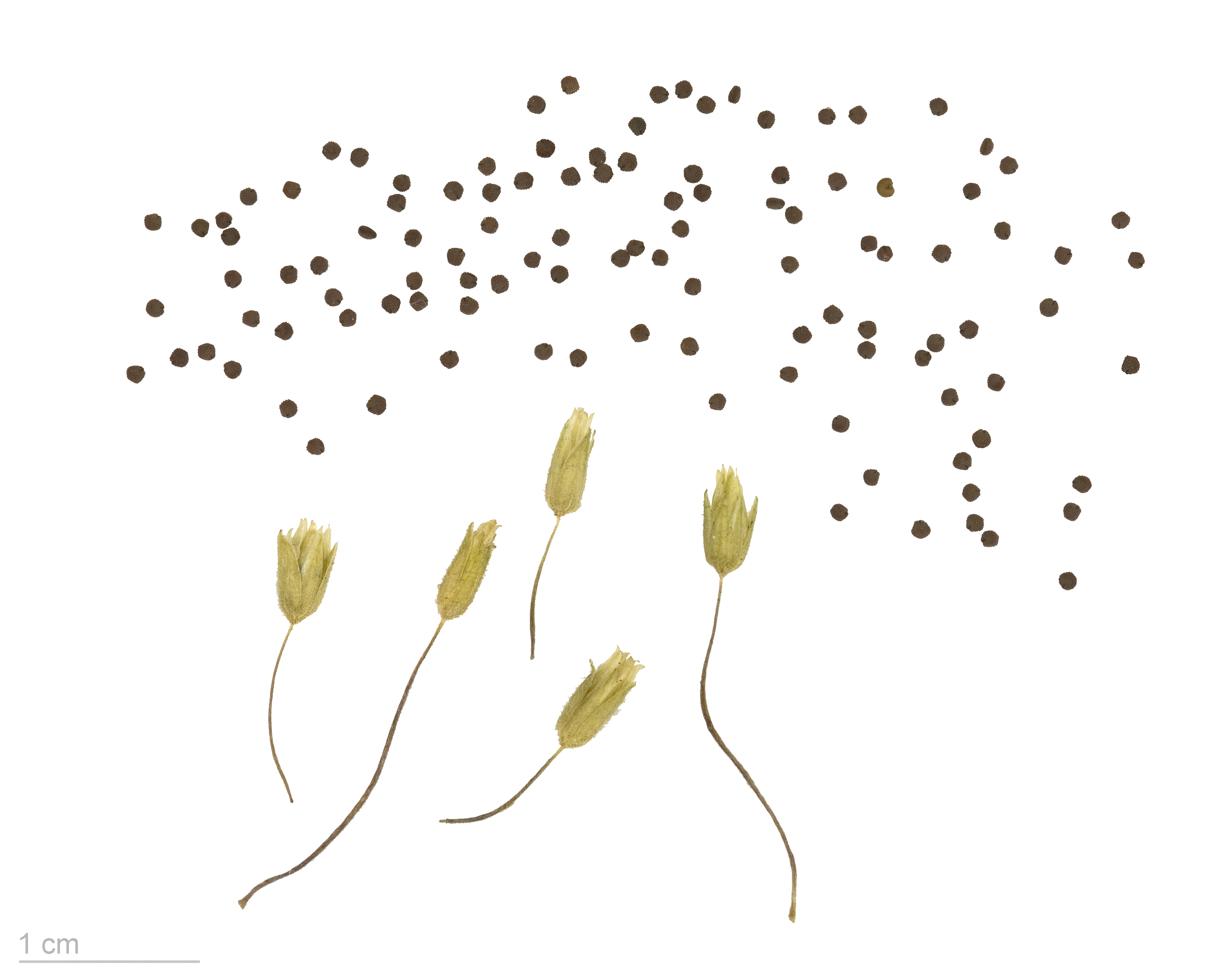
Stellaria media - Museum specimen